# Jhang
Jhang es una localidad de Pakistán, en la provincia de Punyab.

## Demografía
Según estimación 2010 contaba con 372645 habitantes.